# San Antonio Spurs
San Antonio Spurs je košarkaška momčad NBA lige sa sjedištem u gradu San Antonio u saveznoj državi Teksas.
Klub je osnovan 1967. pod nazivom Dallas/Texas Caparrals, a današnji naziv nosi od 1973. godine. NBA ligi pridružio se 1976., te je osvojio ukupno 5 naslova prvaka 1999., 2003., 2005., 2007. i 2014. godine. Pobjedom nad momčadi Utah Jazz, Spursi su postali prvaci Zapadne Konferencije NBA lige te su se plasirali u finale NBA doigravanja 2007. godine i pobijedili Cleveland Cavaliers u seriji 4-0. Tako su postali treći puta prvaci u zadnjih pet godina.
Trenutačno najbolji igrači San Antonia su Tim Duncan, Tony Parker i Emanuel Ginóbili. Trener momčadi je Gregg Popovich koji je na tu dužnost stupio 1996. godine. Jedini aktivni trener s trenutno duljim stažom od Popovicha na klupi jedne momčadi je Jerry Sloan, trener momčadi Utah Jazz, koji se na toj dužnosti nalazi od 1988. godine.

## Vanjske poveznice
- (engl.)San Antonio Spurs službene internet stranice